# Campamento de Brownsea

El campamento de Brownsea es el nombre que recibe el primer campamento scout del mundo, realizado del 1 de agosto al 9 de agosto de 1907, en la Isla de Brownsea en el puerto de la bahía de Poole, Inglaterra. El evento fue organizado por el fundador del escultismo Sir Robert Baden-Powell, con la finalidad de poner a prueba sus ideas que publicó en el libro Escultismo para muchachos. Baden-Powell escogió a 20 muchachos de edades entre 11 y 18 años, organizándolos en cuatro patrullas denominadas "lobos", "toros", "zarapitos" y "cuervos", entregándoles, como distintivo, una cinta dorada, verde, amarilla y roja respectivamente. Durante el campamento, los jóvenes participaron en actividades de observación, trabajo en madera, patriotismo y rescate, entre otras. Históricamente se reconoce como el primer campamento de la Organización Mundial del Movimiento Scout y se considera el verdadero origen del movimiento mundial.
Los campamentos continuaron realizándose en la isla de Brownsea hasta comienzos del año 1930. En 1963, Olave Baden-Powell abrió un campamento de unos 200,000 m² en un área perteneciente al Fondo Nacional británico y en ese lugar se realizó el primer Jamboree mundial con participación de unos 600 jóvenes scout. En agosto de 2007 se realizó el Jamboree del Centenario en la isla de Brownsea para conmemorar los 100 años desde el primer campamento de Baden-Powell, presidida por la Asociación Scout mundial, en dicha conmemoración se aplicó el mismo programa que en el primer campamento hecho por BP.

## Antecedentes

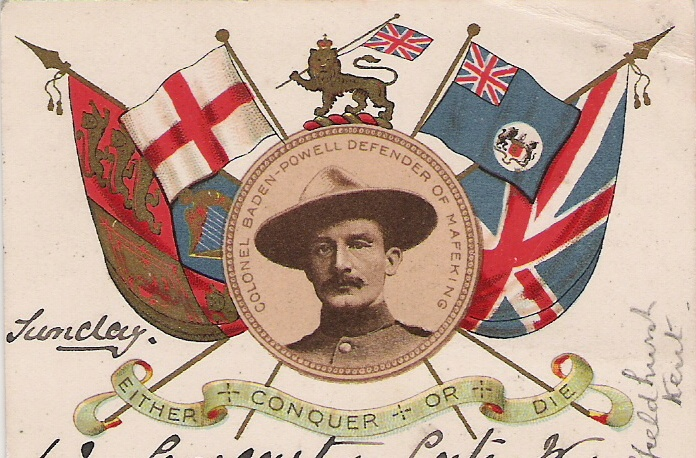
Sello con la imagen del entonces Coronel Robert Baden-Powell, «defensor de Mafeking».

El General Baden-Powell se había convertido en un héroe en su país durante la Guerra Anglo-Bóer como resultado de su exitosa defensa durante el sitio de Mafeking de 1899-1900. Durante el asedio, los cadetes de Mafeking, chicos ente 12 y 15 años actuaron como mensajeros, algo que impresionó por su ingenio y valentía. Baden-Powell había publicado también una serie de libros populares sobre exploradores militares, algunos de los cuales se convirtieron en best-seller y utilizados por maestros y organizaciones juveniles. En los años siguientes a la guerra, se comenzó a discutir la idea de una nueva organización juvenil entre un número de personas, incluyendo a William Alexander Smith, fundador de la Brigada de Muchachos, con quien Baden-Powell conversó sobre la creación de una Brigada de Muchachos Exploradores. Para comprobar sus ideas al escribir el libro Escultismo para muchachos, Baden-Powell ideó un campo experimental, y lo organizó para que ocurriera en la isla de Brownsea en el verano de 1907. Para ello invitó a su amigo de toda la vida, el comandante Kenneth McLaren, a asistir al campamento como ayudante.

## Sitio del campamento

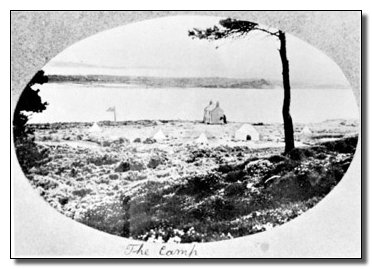
Postal del primer campamento Scout, isla de Brownsea, agosto de 1907.

La isla de Brownsea cubre 2,3 km² de bosque y áreas abiertas con dos lagos. Baden-Powell había visitado el lugar de niño con sus hermanos. Se adaptó perfectamente a sus necesidades para el campamento, ya que se hallaba aislado de tierra firme y por lo tanto, de los medios de comunicación, pero a sólo un corto viaje en ferry desde la ciudad de Poole, haciendo más fácil la logística del campamento. El propietario, Charles van Raalte, se alegró de ofrecerle el uso del sitio al proyecto de Baden-Powell.
Baden-Powell invitó a chicos de diferentes clases sociales para el campamento, una idea revolucionaria en la conciencia de clase en la Inglaterra eduardiana. Once chicos venían de colegios privados elitistas de categoría (coloquialmente llamados public schools), tales como el Colegio Eton y el Harrow, en su mayoría hijos de los amigos de Baden-Powell. Siete provenían de la Brigada de Muchachos Bournemouth, y tres de la Brigada de Muchachos de Poole. El sobrino de Baden-Powell, Donald Baden-Powell de 9 años de edad, también estuvo presente en el campamento. La cuota del campamento dependía de los medios: £1 para los chicos de escuelas privadas y tres chelines con seis peniques para los demás. Los chicos se organizaron en cuatro patrullas: lobos, cuervos, toros y zarapitos.
La cantidad total de muchachos que asistieron al campamento ha sido tema de debate. Baden-Powell, en un artículo publicado en The Scout (1908), Sir Percy Everett en otro titulado Los Diez Primeros Años (1948), Rover Palabra (1936) y EE Reynolds para El Movimiento Scout (1950) todos reportaron una lista de 20 niños de 5 patrullas sumando la Patrulla Águila a las otras 4 ya conocidas, siendo Donald, el sobrino de Baden-Powell, el líder del campamento. Sin embargo, William Hillcourt en Two Lives of a Hero (1964) añadió a Simon Rodney, el cuarto hermano Rodney, a la lista y apoyado posteriormente por comentarios del mayor de los hermanos Rodney, el entonces Barón 8.º Rodney. Las razones por las que Simon Rodney no fue mencionado por los otros autores, no está del todo claro, pero la mayoría de las historias que sobrevivieron el campamento evidencian que él estaba presente, como sexto miembro de la Patrulla zarapitos, evidenciado también por Colin Walker.
Fueron cinco. Cinco las patrullas que conformaron el primer campamento del Movimiento Scout en la isla de Brownsea. 
Hasta ahora nada se sabía. Borrada de los registros, silenciada en juramento y nunca mencionada. 
El color de su banderín: negro. Su nombre "Eel" o"Anguila".
Sólo un hallazgo accidental nos permite hoy atisbar el misterio. El secreto salió a la luz en Londres. Portobello Road. En alguno de los muchos "Antique Market". En el cajón de un añoso mueble, encontrado en una buhardilla de Kensington High Street, descubren un doble fondo y ahí un texto manuscrito.
No más de tres hojas firmadas por Marc Noble integrante de la primera patrulla "Toros". De los pocos que tuvieron en sus manos este documento y lo leyeron dicen que su autor al final de sus días decide romper el pacto formulado en la "Hermandad naciente de Brownsea" y relatar los sucesos que nunca supo explicarse.
Noble se refiere a ellos como "Los silenciosos niños de Jersey". Dice que al llegar al campamento por invitación de Baden Powell no permitieron ser separados y mezclados con otros muchachos para integrar una patrulla. Debían permanecer juntos, dijo el mayor de ellos llamado Sean. Insistieron y su posición fue tan categórica que a pesar de las explicaciones metodológicas de BP al final lograron quedar los siete en la patrulla "Anguila". Según Noble la idea de BP era que tanto animales de tierra, aire y mar estuvieran representados en las primeras patrullas.
Todos huérfanos. Venían de la "Jersey Home for Boys". Un hospicio en la Isla de Jersey, una de las "Islas del Canal" mirando hacia las costas de Normandía.
Eran de pocas palabras, escribió Noble. Un tanto recelosos y extraños al bullicio de los demás durante las actividades, aunque cumplían las tareas que se les encomendaban. Demostraban gran destreza en algunos de los juegos como "Acechando el ciervo" y "Observando las estrellas". Si se les saludaba respondían de forma cortés, pero siempre parecían distantes.
En general no se metían en líos. Sin embargo, Noble relata que una mañana, frente a las otras patrullas, fueron severamente reprendidos por BP por haber sido sorprendidos durante la noche, mucho después de la "hora de silencio" fuera de su carpa. Los encontraron junto al mar, mirando al sur. BP los observó largo rato para ver qué tipo de travesura preparaban. Pero no hubo bromas. Sólo se quedaron tomados de la mano, formando una cadena, mirando el mar en medio de la noche. Cuando les pidieron explicaciones por lo ocurrido solo Sean, su Guía, respondió: "Aquel que es pobre puede danzar y cantar frente a los ladrones mientras viaja".
Al amanecer del séptimo día no llegaron a formación. Su carpa vacía sin rastro de que hubiesen pasado la noche en ella. Tampoco estaban sus bolsos, ni mantas, ni ropas. Dejaron una breve carta. Sólo la leyó BP y su rostro se ensombreció mientras lo hacía. "Quizás las más valiosas amistades surgen en el dolor" dijo brevemente y se alejó. El manuscrito narra que esa noche todos los participantes se juramentaron para mantener el secreto de la  quinta patrulla. "Desde nuestra fogata les deseamos suerte" escribió Noble.
Debido a que esta era la primera reunión de Scouts, los chicos no tenían camisas de uniforme, pero sí llevaban bufandas de color caqui y se presentaron con el distintivo flor de lis de bronce, el primer uso del emblema scout. También usaban un nudo de colores sobre sus hombros indicando su patrulla: el verde para los Toros, el azul para los Lobos, amarillo para los Zarapitos, y rojo para los Cuervos. El jefe de la patrulla llevaba un bordón con una bandera que representa el animal de su patrulla. Después de pasar pruebas sobre nudos, rastreo y sobre la bandera nacional, se les dio otro distintivo de bronce, un pergamino con las palabras Be Prepared (Estén Preparados en idioma inglés  y re- traducido en español como Siempre Listos o Siempre Alerta), para usar justo debajo de la flor de lis.

## Programa del campamento

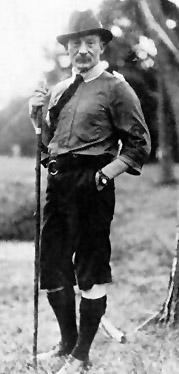
Baden-Powell durante el campamento en la isla de Brownsea.

El campamento comenzó con el soplo de un cuerno Kudu que Baden-Powell había adquirido en la campaña Matabele. Utilizó el mismo cuerno kudu para abrir el tercer Jamboree mundial, 22 años más tarde en 1929. Baden-Powell hizo pleno uso de su fama personal como el héroe de la Batalla de Mafeking. Para muchos de los participantes, los aspectos más destacados del campamento fueron sus historias al pie de la fogata sobre experiencias de África, y el canto zulú "Ingonyama", que significa "él es un león".
Cada patrulla acampó en una tienda de campaña del ejército. El día comenzó a las 6:00 a. m., con chocolate, ejercicios, izar la bandera y la oración, seguido por el desayuno a las 8:00 a. m. Luego siguió el ejercicio matutino relacionado al tema del día, el baño, si se consideraba necesario. Después del almuerzo hubo una siesta estricta (no permitiendo charlas durante la siesta), seguida de la actividad por la tarde basada en el tema del día. A las 5:00 p. m. el día terminaba con juegos, cena, charlas fogoneras y oraciones. En cuanto a pasar la noche era obligatorio para todos los patrulleros estar en cama a las 9:00 p. m., independientemente de su edad.
Cada día se basaba en una temática diferente:
| Día (agosto 1) | Preliminares     | Formación de patrullas, distribución de asignaciones, instrucción especial para líderes de patrullas, asentamiento del campamento.                |
| Día 2          | Campamentos      | Habilidades del campamento, construcción de cabañas, nudos, fogatas, cocina, salud y saneamiento, perseverancia                                   |
| Día 3          | Observación      | Rastreo, habilidades de memoria, deducir significado de signos durante el rastreo, entrenamiento de la visión                                     |
| Día 4          | El Bosque        | Estudio de animales y aves, plantas, estrellas, observación de animales                                                                           |
| Día 5          | Caballería       | Honor, código de los caballeros, servicio desinteresado, valor, caridad, habilidades, lealtad, trato decente a las damas. Hacer bien diariamiente |
| Día 6          | Rescate de vidas | Del fuego, ahogo, gases, estampidas, pánico, accidentes viales, etc., primeros auxilios                                                           |
| Día 7          | Patriotismo      | Historia y hechos del imperio inglés, la armada, símbolos patrios, deberes ciudadanos, tiro al blanco                                             |
| Día 8          | Conclusión       | Resumen del curso, día de deportes |

Los participantes partieron de la isla el noveno día, el 9 de agosto de 1907. Baden-Powell, consideró en sus notas al campamento como un éxito. Financieramente, la actividad terminó con un déficit de poco más de £24, con un gasto total del campamento de £55, dos chelines y ocho peniques. El déficit fue cubierto por Saxon Noble, cuyos dos hijos, Marc y Humphrey habían participado.

## Conmemoración y legado

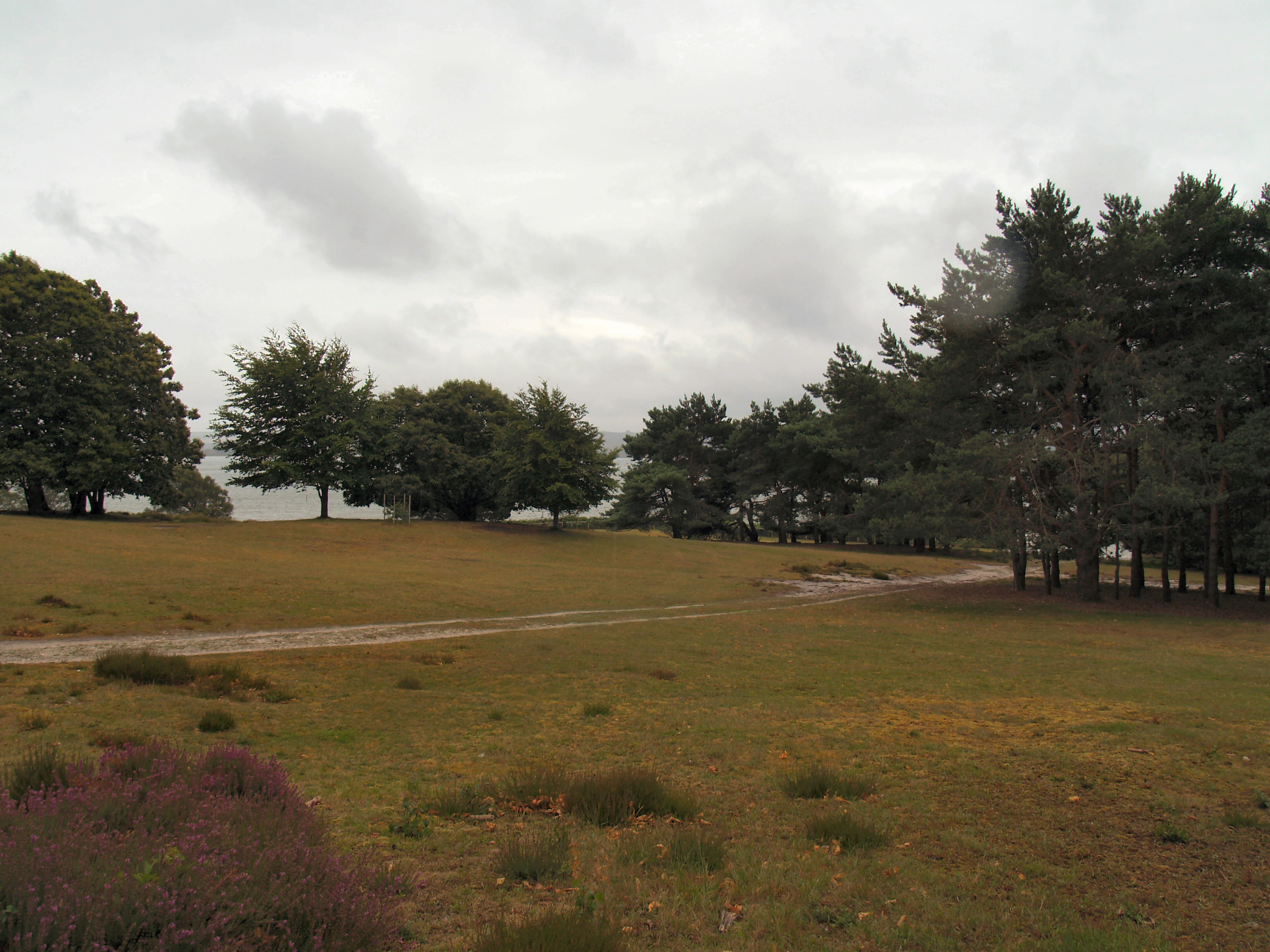
Vista del lugar del campamento de Brownsea a orillas del mar.

Al concluir el campamento, Baden-Powell se embarcó en una extensa gira de conferencias organizado por su editor, Pearson, para promover el libro Escultismo para Muchachos, que inició el movimiento Scout. En un principio se imprimió en seis cuotas quincenales, comenzando desde enero de 1908 y después apareció en forma de libro. El Movimiento Scout comenzó a extenderse por toda Gran Bretaña e Irlanda, luego a través de los países del Imperio Británico, y finalmente al resto del mundo.
Una reunión con los campistas originales se celebró en 1928 en la casa del Jefe Scout en Pax Hill, Hampshire. Posteriormente se creó una piedra conmemorativa tallada por el escultor Don Potter en 1967. Se encuentra actualmente ubicada cerca de la zona original del campamento.
En mayo de 2000, se plantaron veinte árboles, uno por cada chico que asistió al primer campamento. Durante la ceremonia de la siembra, el Comisionado Scout de Inglaterra, junto con representantes de los Scouts y Guías, plantó los árboles en lado costero del sitio original. Los árboles fueron diseñados para actuar como un monumento permanente al campamento, además de proporcionar una serie de barreras contra el viento costeros para el futuro.